# Дум - Дум (лист)
Дум – Дум  је хумористички рукописни лист који је излазио у Београду од 1914 до 1915. године.

## Историјат
Уз наслов листа Дум - Дум ишао је и  поднаслов: Независни орган међународног пацифичког савеза новости, жеско право гласа, уметност и заштиту животиња.
У Првом светском рату, све до повлачења српске војске кроз Албанију излазио је шаљиви лист који је из броја у број, да би био занимљивији, мењао називе:
- Граната - "Независни експлозивни орган муниционе колоне Дунавске дивизије трећег позива, за кисело млеко, уске сукње и дводомни систем."
- Каца – "Орган палилулаца, коморџија, неуказних чиновника и сифражеткиња. Број стаје кутију дувана, једну врећу или две љуте."
- Загребачки гласник
- Ултиматум - "Излази једном пре објаве рата."
- Позадина – "Херојски гласник за заштиту интереса забушаната."
- Јевроплан - "Излази сваки дан кад не дува ветар."
- Футуриста - "Орган будућих победоносних армија. Излази у Берлину, врој 420мм. После сваког успешног повлачења."
- Паљба картечом – "Стаје непријатеља много људских жртава."
- Стратегијски разлози – "Ван партијски орган побеђених армија."
- Митраљеске вести -  "Излази 500 пута у минути."
- Невен Цвеће - "Посвећен пожаревачким дамама."
- Пролетер - "Излази после сваког летења стрмоглавце."
- Хладовина - (овај број је изашао у Нишу 1915)
- Неутрални гласник – "Излази сваке недеље ни по бабу ни по стричевима, већ по потреби бога трговачког."
- Коморџијски гласник – "Један број стаје за забушанте 5 динара, за невојнике 2 динара, за војнике грош, за претплатнике бесплатно."
- Забушант - "Стаје петофранку до демобилизације. Неутрални гласник за што енергичнију офанзиву. Рескир профитер. Власник: одбор  богатих људи. Одговорни уредник: лекарска комисија. Излази с мене на уштап."[1][2]

Дум – Дум је излазио све до уласка српске војске у Скадар. У октобру 1915. припремљен је јубиларни број, али није штампан.

### Власник листа
Власник листа је био Конзорциј за експлоатацију Палате мира.

### Периодичност излажења
Лист је излазио повремено.
Укупно је изашло око 30 бројева.

### Место издавања
Београд, 1914-1915.

### Издавач и штампарија
Лист су издавали и штампали Борци Таљнкосићевог Радничког одреда.

## Тематика
- Досетке
- Шале
- Анегдоте